# 크리스티아네 뤼커
크리스티아네 뤼커(독일어: Christiane Rücker, 1944년 6월 12일~)는 독일의 배우이다.